# V Hladomoří
V Hladomoří či V hladomoří (původní pomístní název je ovšem V Hladomoři s krátkým „i“) je evropsky významná lokalita, součástí Natura 2000, tvořená příkrým pravým břehem řeky Vltavy a částí obce Březová-Oleško v okrese Praha-západ. V této oblasti se vyskytují zachované přirozené dubohabrové lesy a díky neobvyklému reliéfu (prudké suťové svahy s řídkým porostem) se zde vyskytují i neobvyklé ekosystémy, jako jsou například skalní stepi, či paseky s nitrofilní vegetací. Jejichž součástí je i ohrožený prstnatec bezový, a nebo chráněný druh brouka krajník pižmový.

## Lokalita
EVL V Hladomoří se rozléhá na pravém břehu řeky Vltavy a části území obce Březová-Oleško.

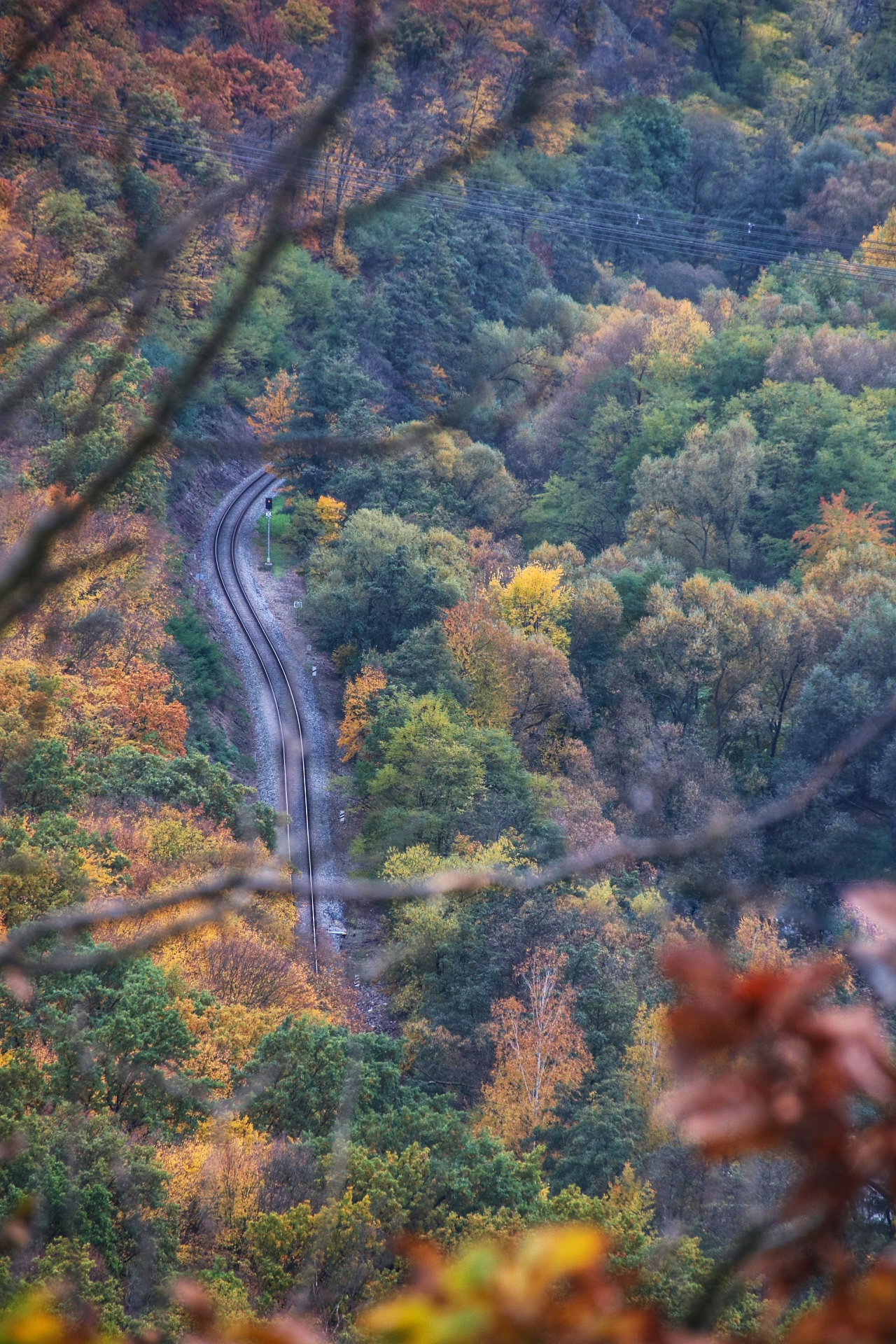
Železniční trať Praha.hl.n.–Čerčany. Západní hranice EVL V Hladomoří

Jihozápadní hranice oblasti je lemována železniční tratí Železniční trať Praha – Vrané nad Vltavou – Čerčany. Hranice se táhne od ústí Záhořanského potoka tři kilometry po proudu řeky Vltavy až k severní hranici, kterou tvoří potok Dubná, vytékající z Březovského rybníka Na Hrázi. Potok Dubná, protínaje údolí, tvoří i katastrální hranici Březové-Oleška a Vraného nad Vltavou. Na kraji obce Březová-Oleško u prvních obydlí se hranice oblasti V Hladomoří stáčí zpět na jih po kraji lesa. Dále je částečně oblast lemována červenou turistickou trasou. Východní hranice oblasti opět končí u ústí Záhořanského potoka do Vltavy, u Libřického tunelu železniční tratě – Posázavský Pacifik.
V této oblasti se setkáme s rovinatými plošinami, jako je například louka Pelučná, či s hustými lesními porosty tvořenými ve většině listnatými dřevinami při hranici vesnice. Ale setkáme se zde i s příkrými táhlými svahy s řídkým rozvolněným až stepním porostem.

## Přírodní podmínky

### Geologie
Soustava – Český masiv, Oblast – Bohemikum, Region – Barrandien, Subregionální jednotka – Štěchovická skupina, Éra- Proterozoikum, Útvar – Neoproterozoikum 
Lokalita se rozléhá na rozhraní tří geologickomorfologických jednotek – Benešovské pahorkatiny, Brdské vrchoviny, Pražské plošiny.
Na území se setkáme s mnoha druhy hornin pocházejících z doby proterozoika a v menšině tu jsou zastoupeny i horniny pocházející z doby paleozoika (ordovik-kambrium) jako jsou například příčné bazaltové žíly (diabasy) prostupující skrz celé území.
Centrální část oblasti je tvořena zpevněným sedimentem hornin prachovce a břidlice, které nejsou nijak zvlášť bohaté na živiny.
Na úrovni hranice oblasti se nacházejí horniny prachovce, droby a břidlice. V severní části můžeme nalézt oblast bohatou na vápenec a naopak jižní části oblasti nalezneme zástupce subregionální jednotky kralupsko-zbraslavské skupiny – ovšem se opět jedná o horniny prachovce a břidlice.
V oblasti se nacházejí četná historická rýžoviště.

### Pedologie

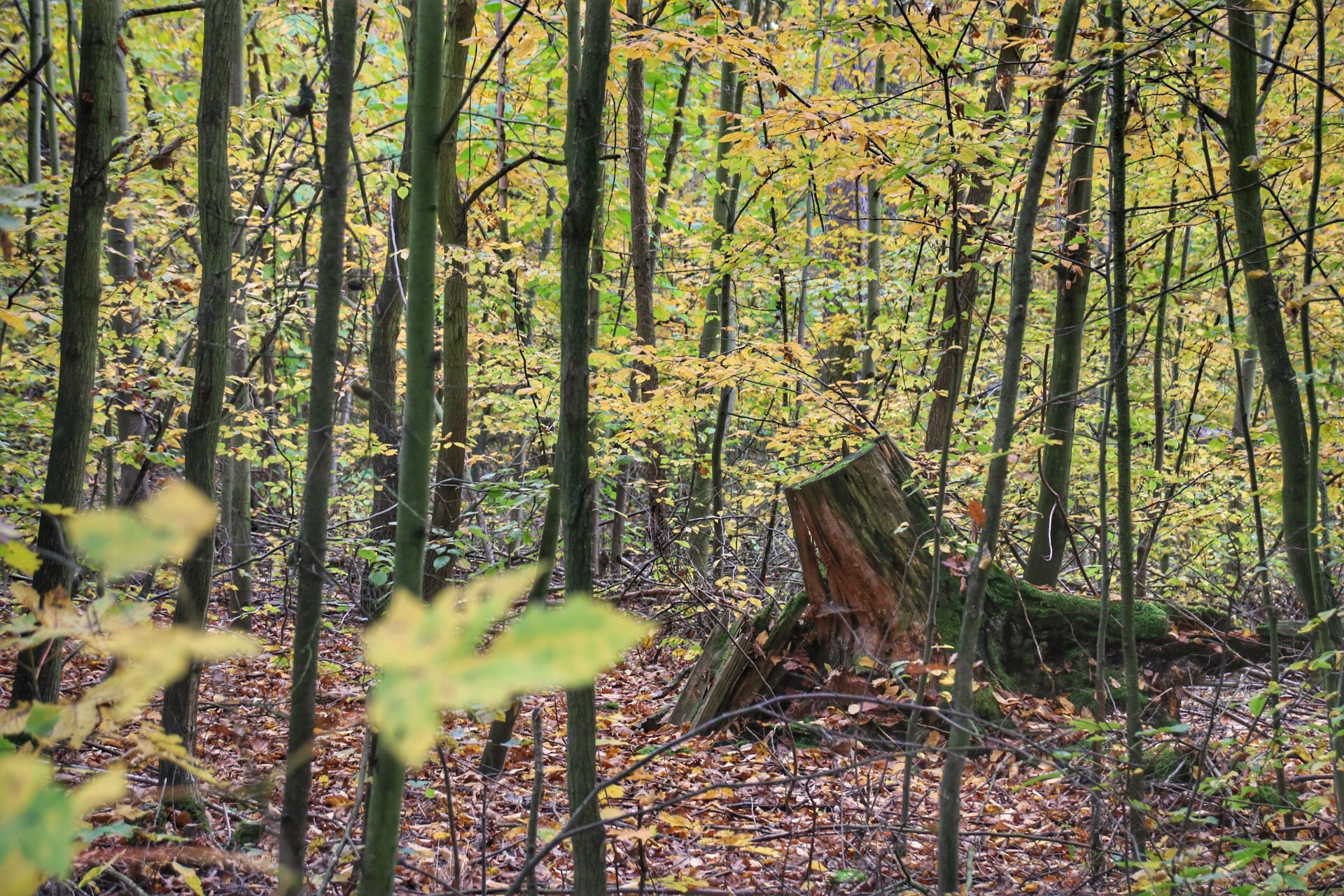
Dubohabřiny v srdci Hladomoří

V chráněné oblasti jsou bohatě zastoupené kambizemě, které doplňují plochy kyselých rankerů hlavně ve svazích. Ve svazích jsou místy zachovány i pleistocenní říční štěrkopískové terasy. Na hranici s vesnicí jsou zastoupeny luvizemě. V oblasti se také objevují kvartérní sedimenty, jako jsou eolické sedimenty (spraše).

### Hydrologie
V dané oblasti se nevyskytuje žádný významný hydrologický útvar.
Jedním a i jediným zástupcem je hraniční potok Dubná. Potok není nijak ekosystémově významný.
Nejbližší hydrologické útvary – řekla Vltava, Záhořanský potok, retenční nádrž Na Jezírkách.

### Flora

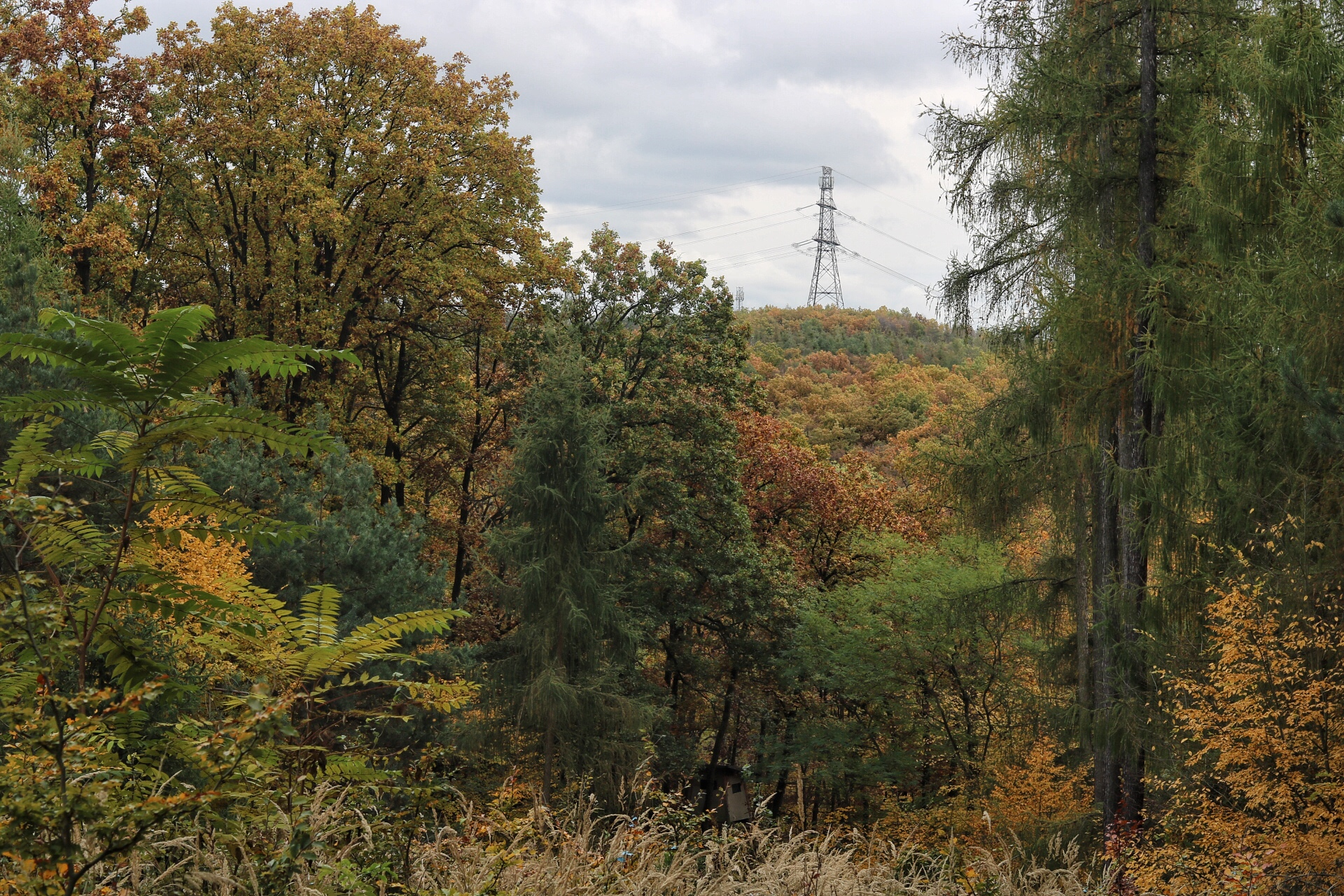
Smíšený listnatý les

Díky říčnímu fenoménu a rozmanité geologii se zde objevuje široká škála druhů od chladnomilných až po xerotermní.
Na většině území jsou původní listnaté lesy – dubohabřiny. Tyto lesy jsou převážně tvořeny z habru obecného (Carpinus betulus), dubu zimního (Quercus petraea), letního (Quercus robur), lípy srdčité (Tilia cordata), javoru mléče (Acer platanoides), buku lesního (Fagus sylvatica), břízy bělokoré (Betula pendula), jedle bělokoré (Abies alba).
Zastoupeny jsou acidofilní teplomilné doubravy a suché acidofilní doubravy, místy se vyskytují i lesní kultury nepůvodních jehličnatých dřevin. Mimo jiné zde najdeme i paseky s nitrofilní vegetací a v suťových svazích zakrslé křivolesy nebo skalní stepi.
Právě suťové svahy (ekosystém skalních stepí) nabízejí ojedinělou podívanou. Nalezneme zde například tařici skalní (Aurinia saxatilis), kavyl Ivanův (Stipa pennata), kakost krvavý (Geranium sanguineum), třemdavu bílou (Dictamnus albus), skalník celokrajný (Cotoneaster integerrimus), jeřáb dunajský (Sorbus danubialis), sleziník severní (Asplenium septentrionale), routičku (Asplenium ruta-muraria).
V oblasti Hladomoří se nachází 11 chráněných druhů rostlin – již výše zmiňovaný prstnatec bezový (Dactylorhiza sambucina), tařice skalní či kavyl Ivanův. Dále koniklec luční (Pulsatilla pratensis), hvězdnice chlumní (Aster amellus), tařice skalní, třemdava bílá, hladýš širolistý (Laserpitium latifolium), strdivka zbarvená (Melica picta), jalovec obecný (Juniperus communis) a kyčelnice devítilistá (Dentaria enneaphyllos).

### Fauna
V Hladomoří se nevyskytuje nijak výjimečné ptactvo nebo divoká zvěř. Za zmínku stojí pár ohrožených bezobratlých zástupců a jeden zástupce členovců.

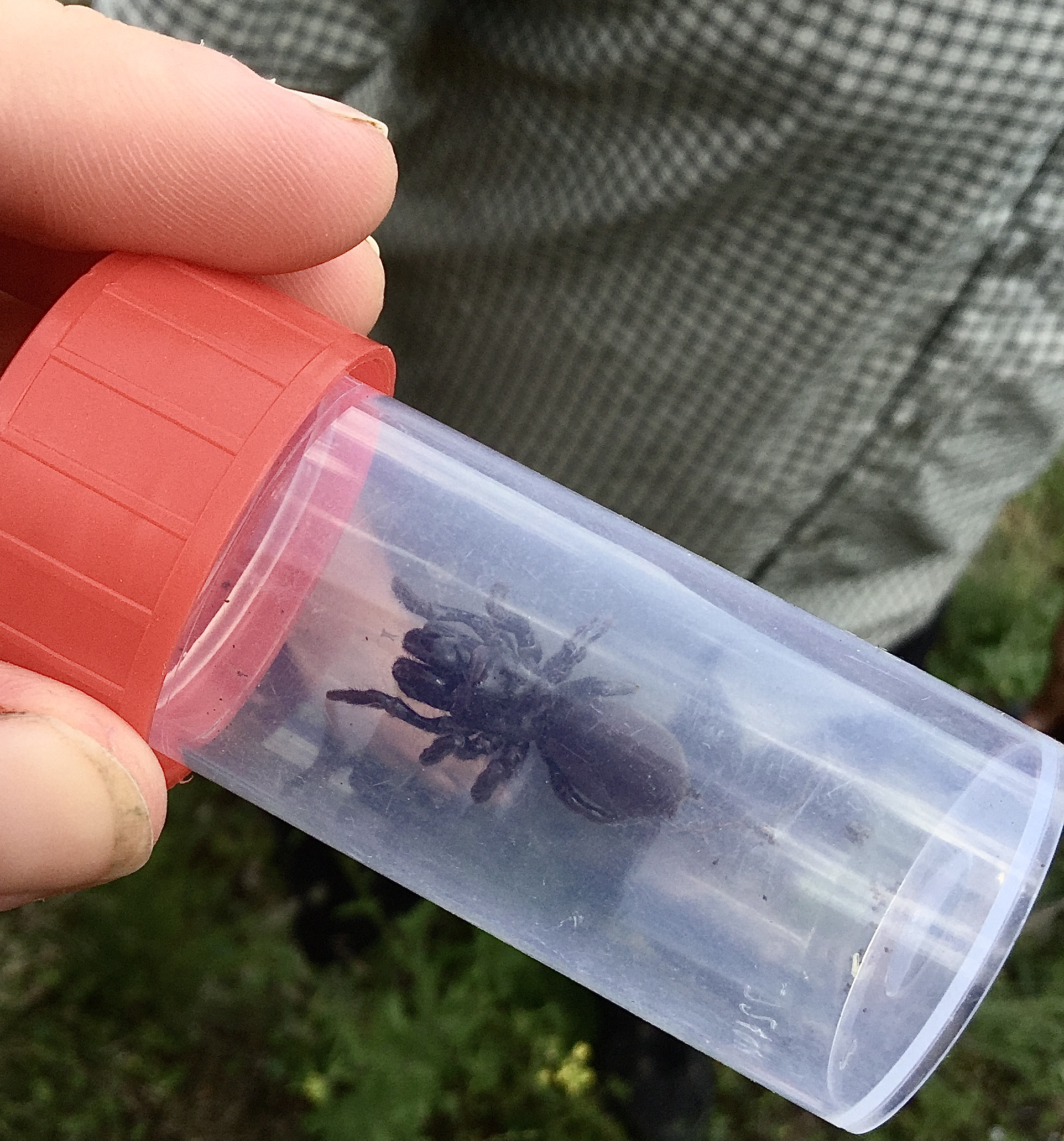
Dospělá samička sklípkánka

Jedním z ohrožených je sklípkánek Atypus affinis, který žije ve svazích. Přede si z vláken drobné lepkavé punčošky, které vystupují z jeho nory, ve které číhá na kořist. V dospělosti dorůstá až 1,5 cm – je to nejmenší ze zástupců sklípkanovitých.
Krajník pižmový je zástupce bezobratlých. Jedná se o pestře zbarveného střevlíka. Vyskytuje se ve smíšených lesích, živí se a housenkami někdy i dospělci můry bekyně velkohlavé.
V letních dnech můžeme potkat přástevníka kostivalového. Je to motýl s charakteristickým oranžově zářivým zbarvením spodních křídel, který obývá lesostepní skalnaté oblasti.

### Plán péče a ochrany
Cílem ochrany jsou původní zachovalé acidofilní dubohabřiny a lesní společenstva. V současné době je třeba chránit dřeviny proti okusu vysokou zvěří, a to budováním oplocenek. Výhledově do budoucna bude třeba vnější zásah proti zavlečenému nepůvodnímu akátu.

## Turismus

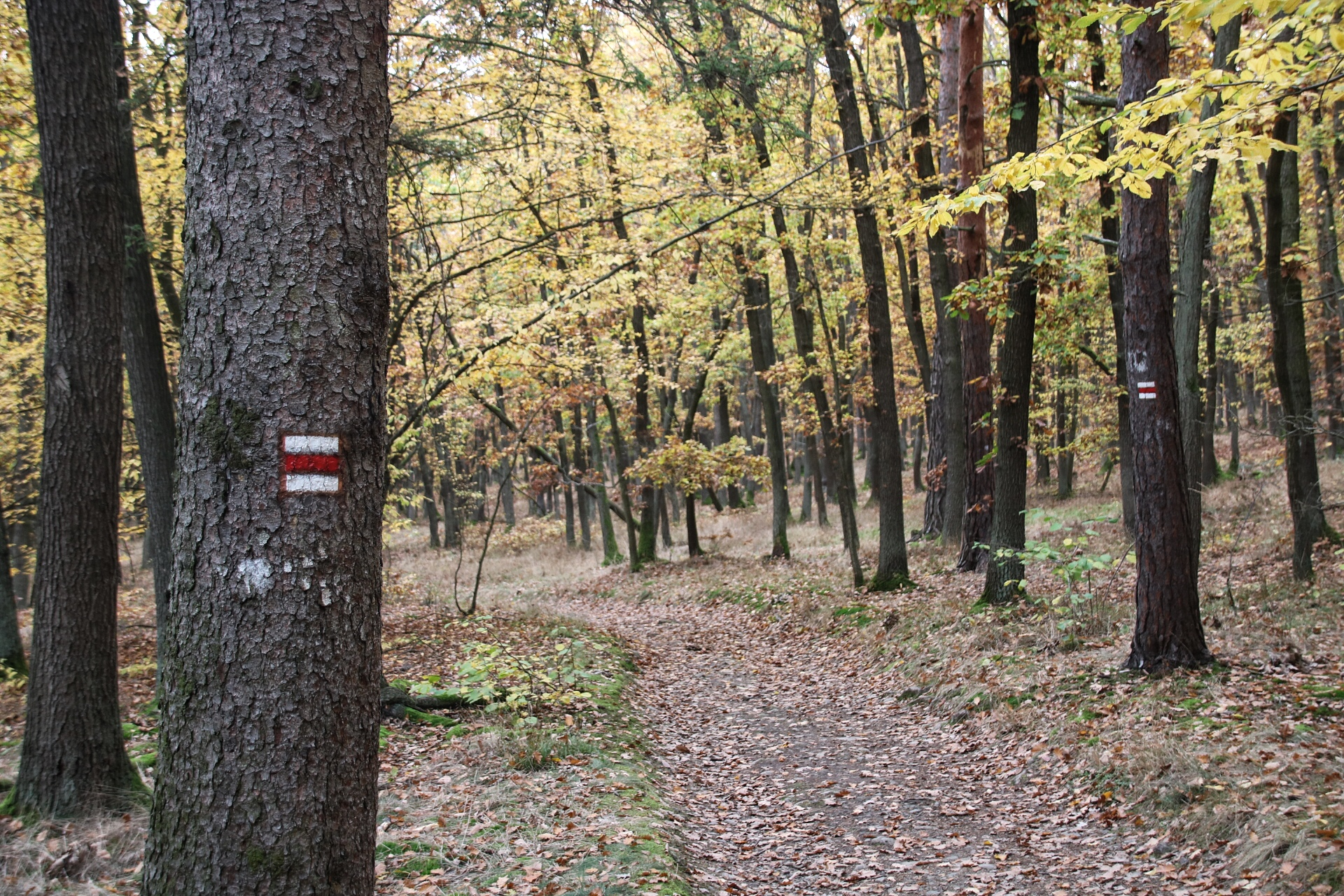
Červená turistická trasa podél hranice oblasti V Hladomoří

Tato oblast není turisticky mnoho vyhledávaná. Velmi atraktivní jsou výhledy na řeku Vltavu a na sousední svahy Davle a Měchenic. Vyhlídkových míst je zde dost a všechna jsou propojena pěšinou táhnoucí se podél hrany svahu. K těmto vyhlídkám návštěvníky dovede červená turistická trasa.